# St. Georg (Schonungen)

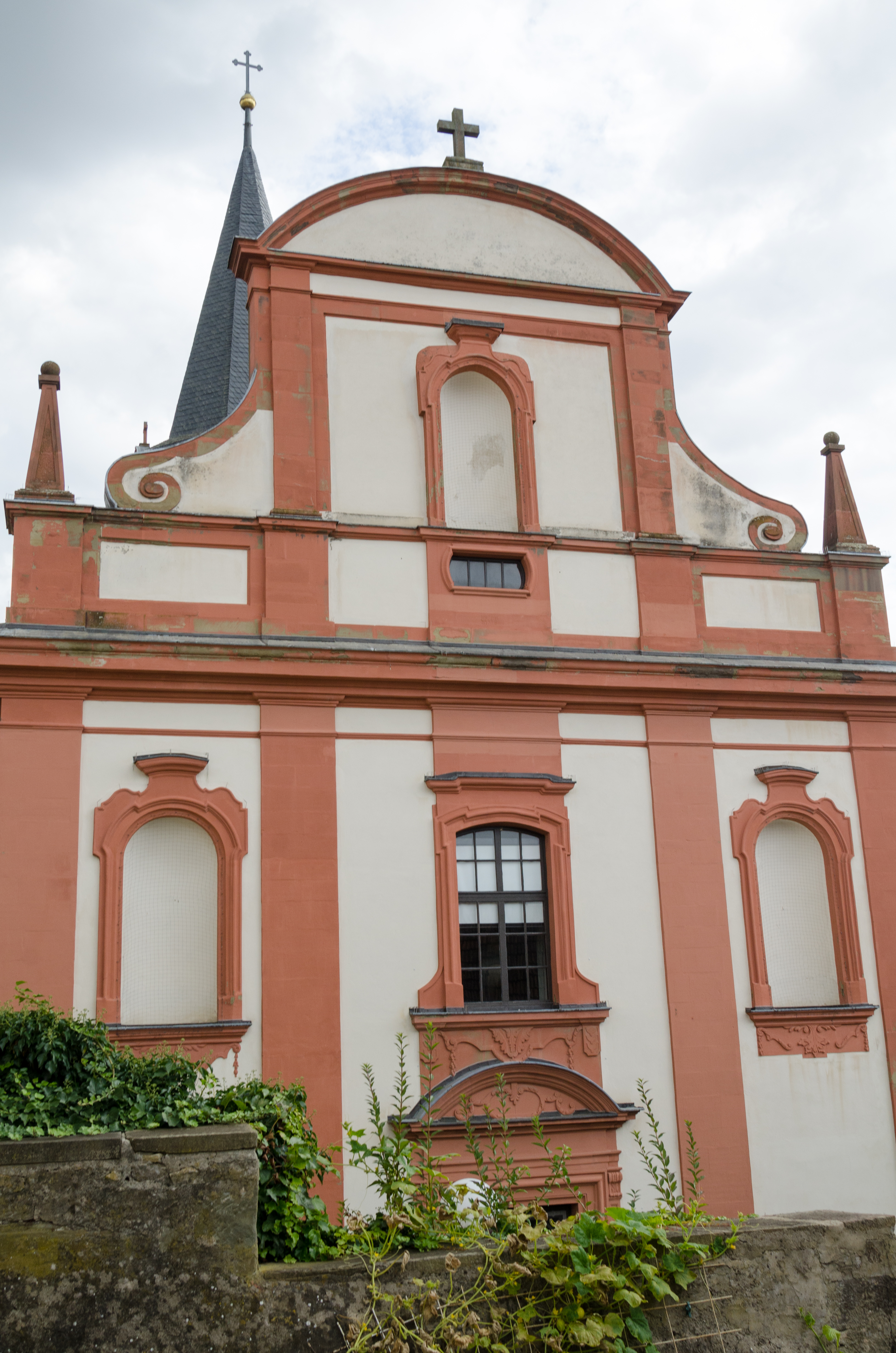
St. Georg (Schonungen)

Die römisch-katholische, denkmalgeschützte alte Pfarrkirche St. Georg steht in Schonungen, einer Gemeinde im Landkreis Schweinfurt (Unterfranken, Bayern). Die Kirche ist unter der Denkmalnummer D-6-78-174-9 als Baudenkmal in der Bayerischen Denkmalliste eingetragen. Die neue 1959–61 gebaute Pfarrkirche steht nicht unter Denkmalschutz. In der alten Pfarrkirche finden gelegentlich Veranstaltungen der Kommunalen Kulturpolitik statt. Die Pfarrei gehört zur Pfarreiengemeinschaft St. Sebastian am Main (Schonungen) im Dekanat Schweinfurt-Nord des Bistums Würzburg.

## Beschreibung
Die Saalkirche wurde 1740 nach einem Plan aus dem Ingenieurbüro von Balthasar Neumann erbaut. Sie besteht aus einem Langhaus, das mit einem Satteldach bedeckt ist, und einem gotischen Chorturm im Osten, der 1853 mit einem achtseitigen, schiefergedeckten Knickhelm bedeckt wurde. In der mit Lisenen gegliederten Fassade im Westen, die mit einem Volutengiebel bedeckt ist, befindet sich das Portal. Ihre Nischen enthalten keine Statuen mehr.